# Ligne 9 du tramway d'Île-de-France
La ligne 9 du tramway d'Île-de-France, en abrégé la ligne T9, est une ligne du tramway d'Île-de-France qui relie la porte de Choisy, dans le 13e arrondissement de Paris, au centre-ville d'Orly via la route départementale D 5 (ex-RN 305). Elle remplace la ligne de bus 183 qui effectuait exactement le même trajet sur le territoire des communes de Paris, Ivry-sur-Seine, Vitry-sur-Seine, Thiais et Choisy-le-Roi mais légèrement différent sur celui d'Orly.
En 2011, les premières études du projet, alors nommé Tramway Porte de Choisy - Orly-Ville ou TPO, sont lancées. Les travaux commencent en 2016 et la mise en service intervient le 10 avril 2021.

Plan schématique de la ligne T9.

## Histoire

### Chronologie
- 7 décembre 2011 : Lancement des études du projet[1]
- 2 février 2015 : Déclaration d’utilité publique[2]
- été 2016 : Début des travaux[3]
- 10 novembre 2016 : La fourniture du matériel roulant est confiée à Alstom grâce à ses Citadis 405[4]
- 2 juillet 2019 : L'exploitation est attribuée à Keolis, avec également 6 lignes de bus du secteur[5]
- 10 avril 2021 : Mise en service[6],[7].

### Objectifs

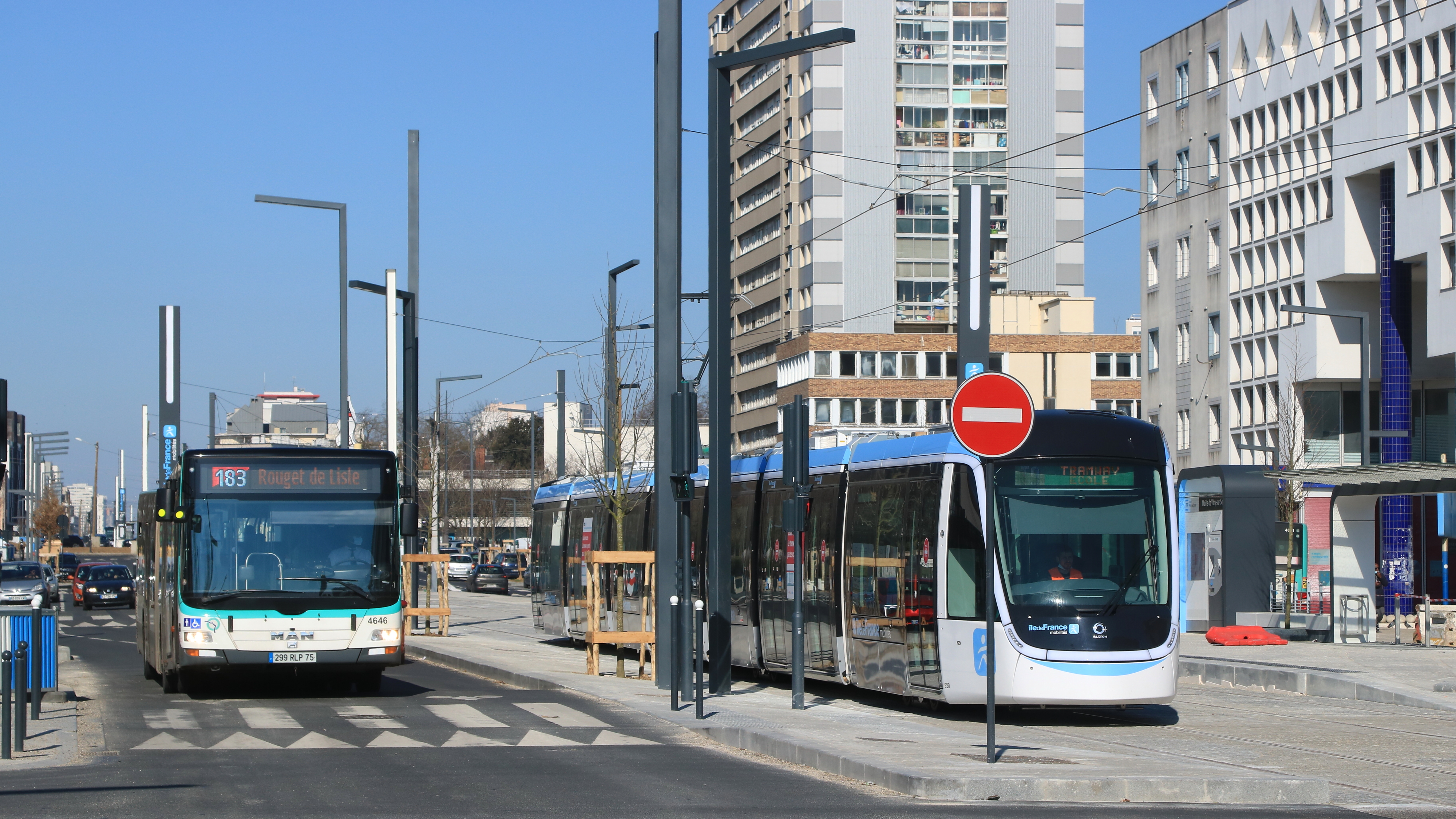
Un bus de la ligne 183 et une rame de tramway de la ligne à Vitry.

Le principal objectif du projet est de désengorger la ligne de bus 183 existante qui reliait la porte de Choisy à l'aéroport d'Orly — à partir du 12 avril 2021, cette ligne 183 relie le marché international de Rungis à l'aéroport d'Orly — en proposant une offre de transport de plus grande capacité et plus régulière, grâce au tramway,. Les objectifs complémentaires du projet sont l'accompagnement de l’évolution et du développement d’un territoire en pleine mutation, l'encouragement d'une mobilité durable grâce au maillage des transports collectifs et aux aménagements de voirie (pistes ou bandes cyclables tout au long du tram, cheminements piétons plus accessibles, etc.) ainsi que la requalification de la voirie et de l'espace public.
La ligne 9 du tramway est en correspondance avec le T3a et la ligne 7 du métro à Porte de Choisy, avec le RER C à la gare de Choisy-le-Roi et, à Orly, à la gare des Saules, avec la future ligne 15 Sud du Grand Paris Express à Vitry Centre et avec les lignes de bus avoisinantes, notamment le TVM et la ligne de bus RATP 393 à Choisy-le-Roi.

### Genèse
Lors de son conseil d'administration du 7 décembre 2011, le Syndicat des transports d'Île-de-France (devenu Île-de-France Mobilités) a approuvé la convention de financement des études, relatives à la création de la ligne, qui permettront de réaliser les documents nécessaires à la présentation du projet au public, lors d’une concertation prévue au second semestre 2012 puis d'une enquête publique en 2014. Ce seront les résultats de ces études qui permettront d’établir la date de lancement des travaux, la durée du chantier et le budget global. Le coût prévisionnel des études et des débats avec le public s’élève à 3,6 millions d’euros, financé à 54 % par la Région, à 23 % par l’État, et 23 % par le Conseil général du Val-de-Marne,.
Le 11 avril 2012, le syndicat valide le dossier d'objectifs et de caractéristiques principales du projet. L’enquête publique est toujours fixée aux dates initialement prévues. Le syndicat annonce aussi que les travaux doivent commencer à partir de 2016 pour une ouverture programmée à l'horizon 2020. De plus, la ligne doit avoir une longueur de dix kilomètres avec une vingtaine de stations pour environ 70 000 voyageurs par jour.
La concertation s'est déroulée du 22 octobre au 30 novembre 2012. L'enquête publique s'est déroulée du 2 juin au 5 juillet 2014.
Le coût du projet est estimé à 330 millions d’euros, pour un linéaire de 10,3 km. Il remplacera la ligne de bus RATP 183 qui avec 17 millions de voyageurs par an et 56 000 par jour est surchargée. Celle-ci relie la Porte de Choisy au terminal 4 (ex-Sud) d’Orly, d’une longueur de 16 km,. Le trafic annuel attendu du tramway est de 17 millions de passagers.
Le 22 janvier 2014, le Syndicat des transports d'Île-de-France (STIF), devenu entre-temps Île-de-France Mobilités, publie un plan présentant les mises en service effectuées à l'horizon 2020, dans lequel il attribue à cette ligne le numéro « 9 » et le cyan primaire pour couleur.
Le projet est déclaré d’utilité publique le 2 février 2015,.
Lors du Conseil du STIF du 7 octobre 2015, celui-ci approuve le plan de financement global pour la mise en service de la ligne, d'un montant de 404 millions d'euros pour les infrastructures et de 74,75 millions d'euros pour le matériel roulant. De plus, une convention pour la réalisation des premiers travaux, d'un montant de 40,90 millions d'euros, est votée.
22 rames sont utilisées pour assurer le service de la ligne.
Quatre ans après sa mise en service, le T9 est un succès puisqu'il atteint en 2025 les 90000 passagers par jour, quand les estimations en prévoyaient 70 000.

### Travaux

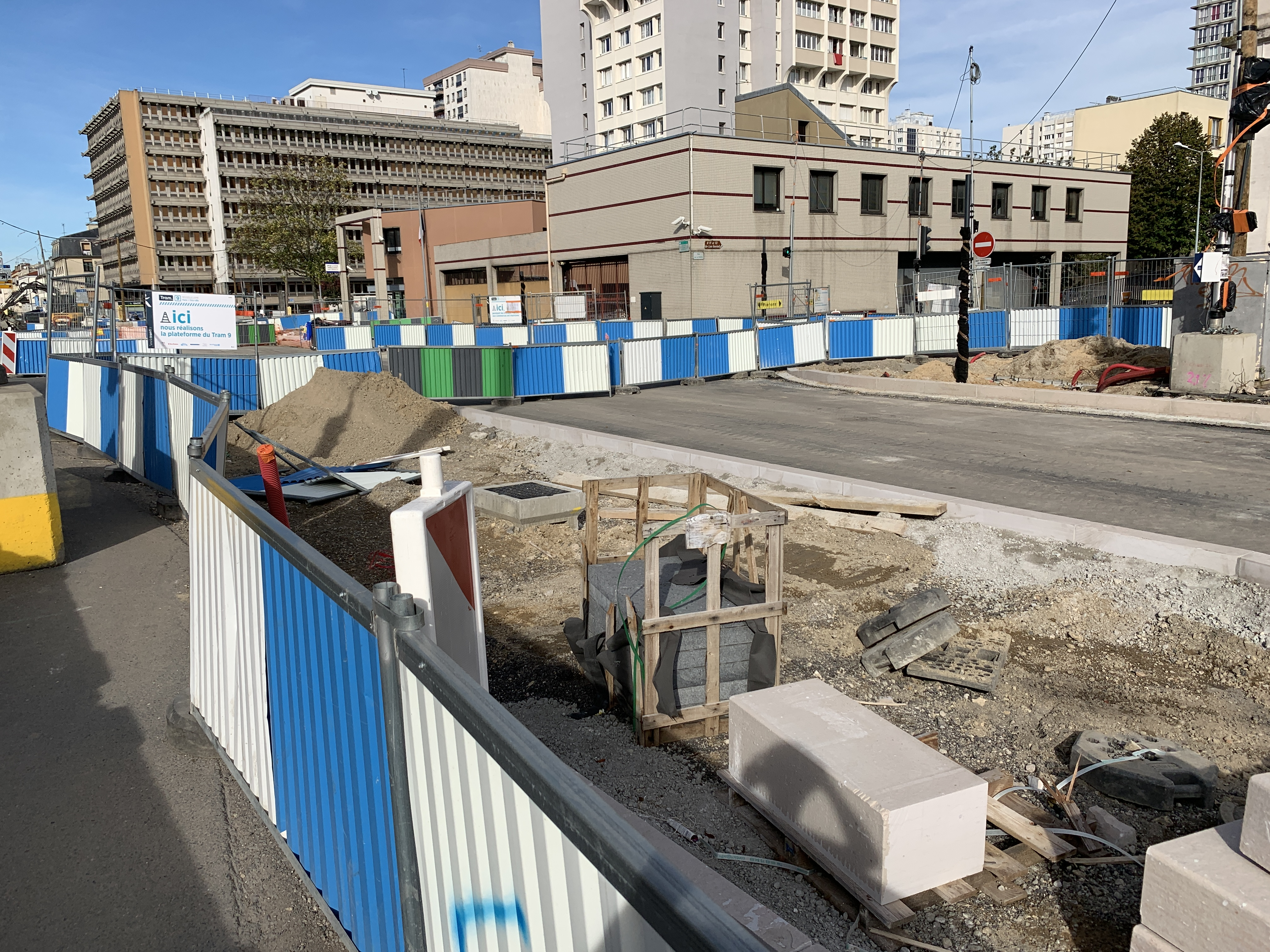
Travaux à Choisy-le-Roi (octobre 2019).
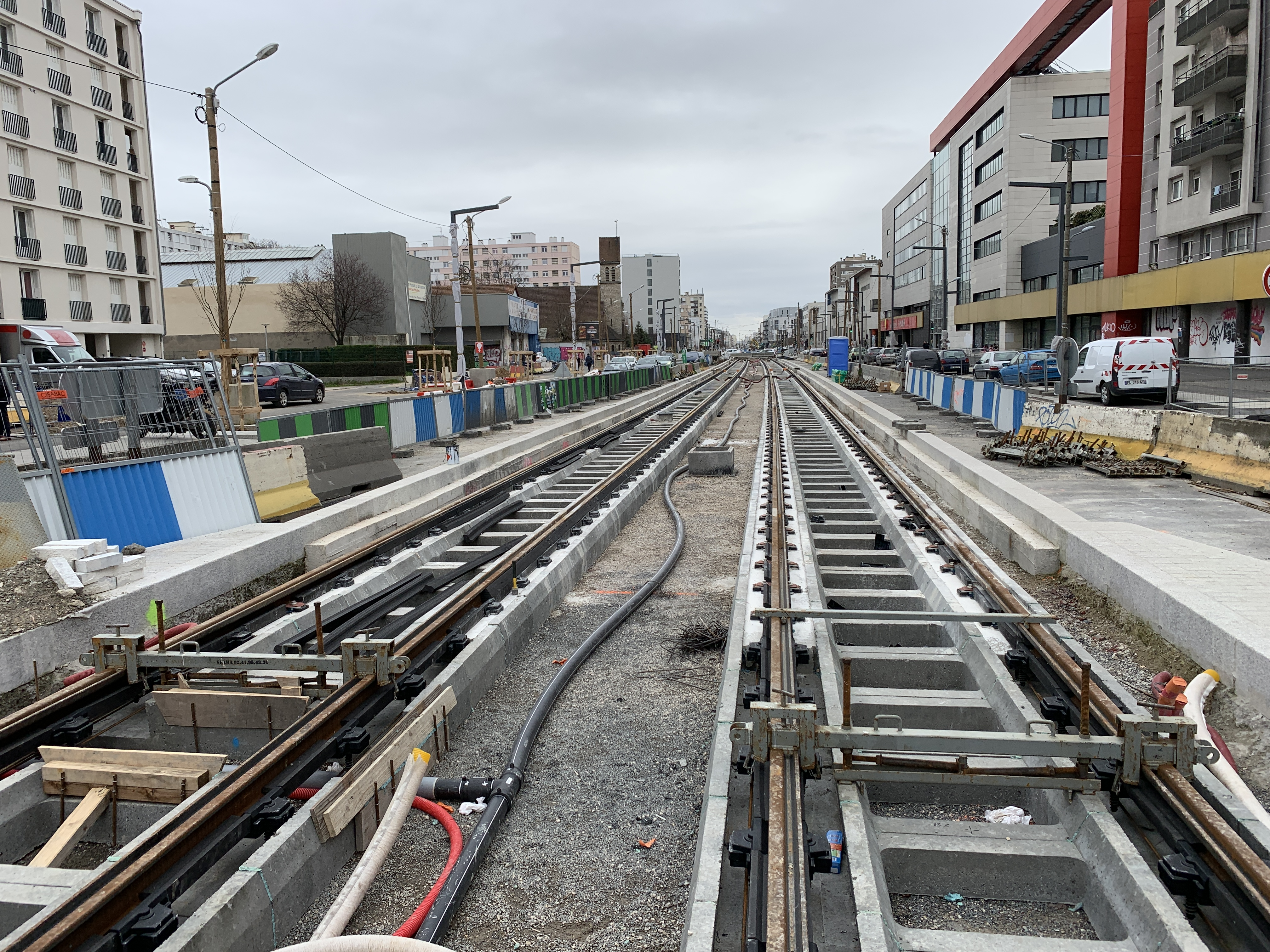
Voies posées entre Ivry et Vitry.
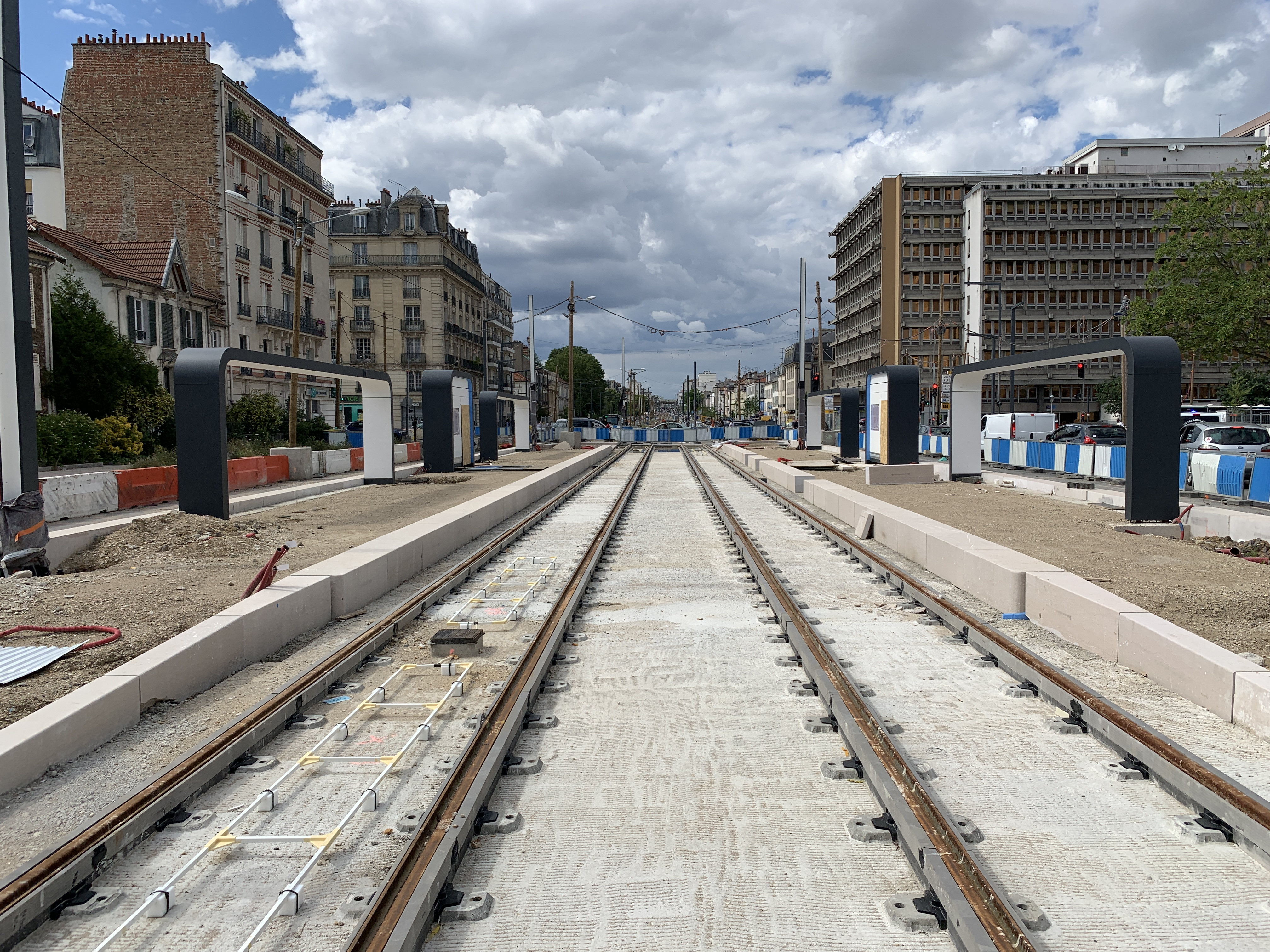
La station Rouget de Lisle en construction en juin 2020.

Les travaux de déplacement des tuyaux de gaz et d’eau ont commencé durant l'été 2016. Durant le week-end du 15 août 2017 est réalisé le ripage de deux ponts cadres jusqu’à leur emplacement définitif pour permettre un franchissement souterrain du faisceau ferroviaire formé de quatre lignes (RER C, Grande ceinture, de la Ligne de Choisy-le-Roi à Massy - Verrières et de la ligne Paris‐Orléans) pour parvenir au site de maintenance et remisage du T9 situé sur le terrain des Vœux à Orly.
La pose des voies commence début février 2019.
La mise en service est envisagée fin 2020, mais en août 2020, elle est repoussée au printemps 2021 en raison de la crise sanitaire due au coronavirus.
En décembre 2020, les premiers essais de la ligne débutent sur le tracé sud du tramway, entre son terminus Orly - Gaston Viens et Rouget de Lisle. En janvier 2021, ils sont effectués sur l'intégralité du tracé. Le 1er mars 2021, débute la marche à blanc sur la ligne, qui est mise en service le 10 avril 2021,,. Plus de 80 000 voyageurs quotidiens y sont alors attendus.

## Tracé et stations

### Tracé
La ligne se situe sur les communes de Paris, Ivry-sur-Seine, Vitry-sur-Seine, Choisy-le-Roi, Thiais et Orly,. La ligne part de la Porte de Choisy à Paris, emprunte la RD5 (ex-RN 305) jusqu'à la rue Robert Peary à Choisy-le-Roi, qu'il emprunte. Il quitte alors le trajet emprunté par le 183. Ensuite, il passe par la rue Christophe Colomb où il atteint la commune d'Orly, puis la gare des Saules où il récupèrera le tracé du 183, voie des Saules et avenue Adrien Raynal, jusqu’à son terminus place Gaston Viens, toujours à Orly.

### Liste des stations

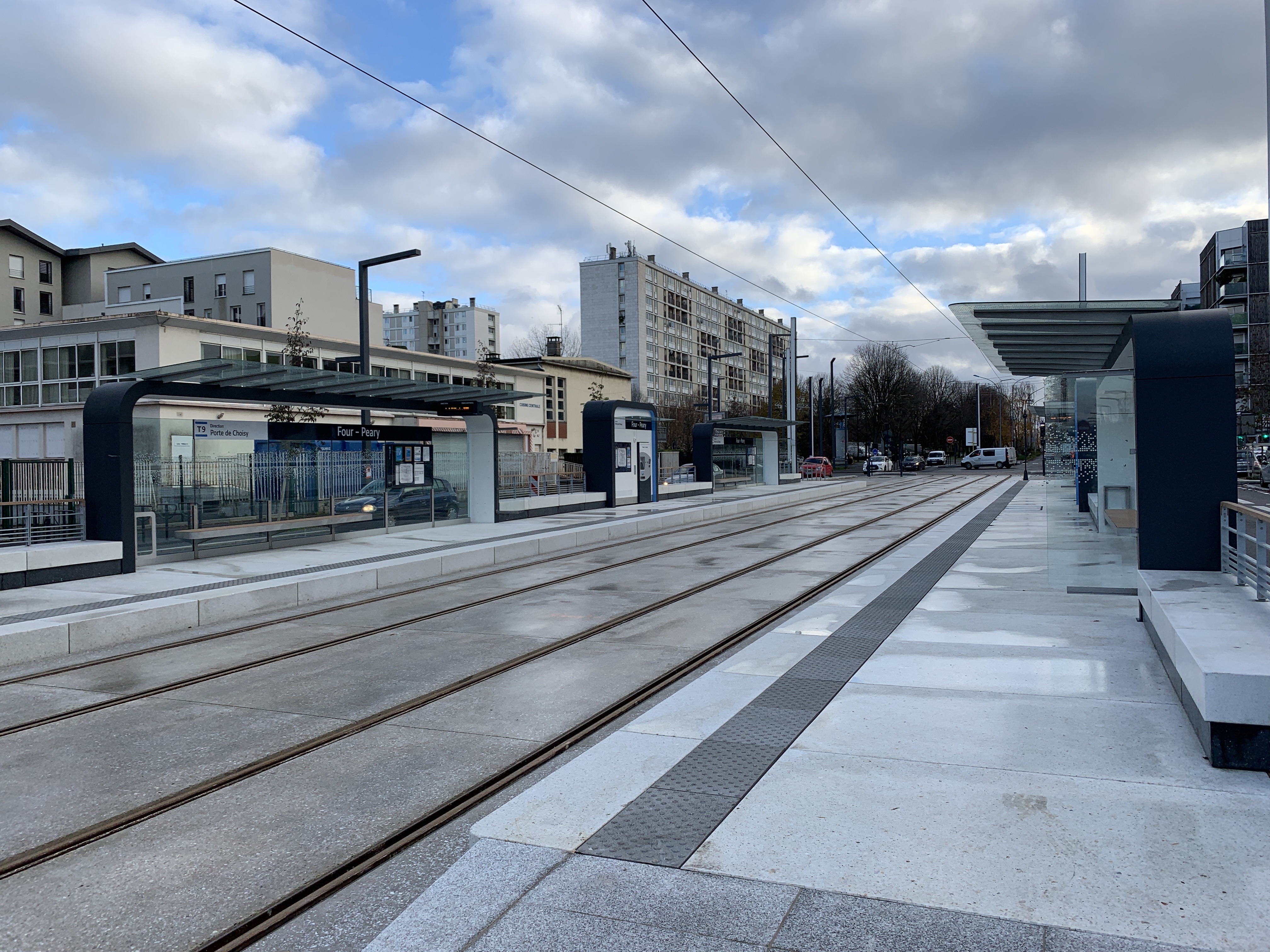
La station Four - Peary en construction en décembre 2020.

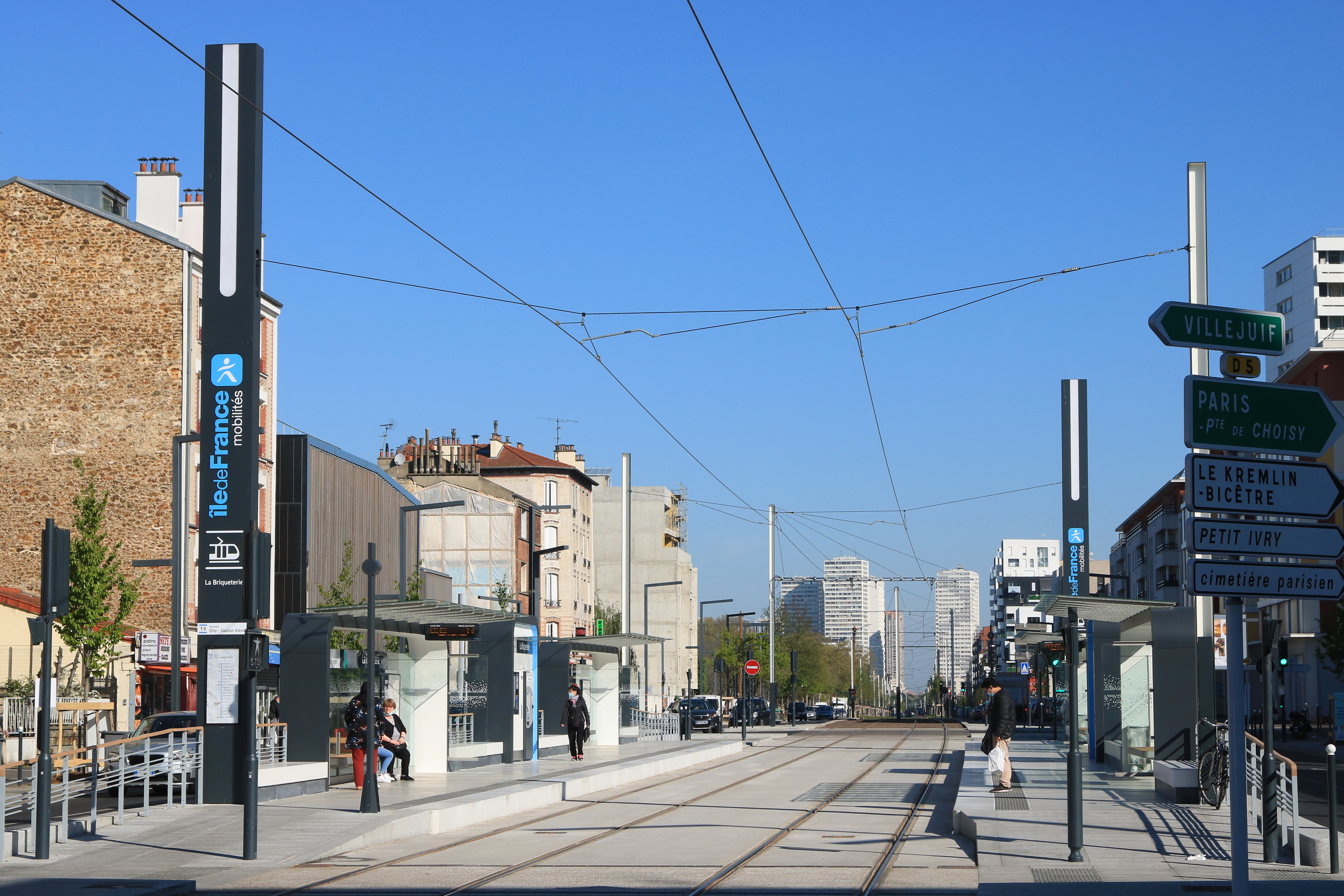
La station La Briqueterie en service en avril 2021.

La ligne comporte dix-neuf stations. Les noms des stations ont été officialisés en octobre 2018,.
|  |   |  | Station                                              | Lat/Long                    | Zone | Communes desservies                    | Correspondances                     |
|  | - |  | ---------------------------------------------------- | --------------------------- | ---- | -------------------------------------- | ----------------------------------- |
|  | ■ |  | Porte de Choisy                                      | 48° 49′ 12″ N, 2° 21′ 53″ E | 1    | Paris 13e                              | (M) · (7) · (T) · (3a)              |
|  | • |  | Châteaudun - Barbès                                  | 48° 48′ 56″ N, 2° 22′ 06″ E | 2    | Ivry-sur-Seine                         |                                     |
|  | • |  | Cimetière Parisien d'Ivry Place du Général de Gaulle | 48° 48′ 45″ N, 2° 22′ 14″ E | 2    | Ivry-sur-Seine                         |                                     |
|  | • |  | La Briqueterie                                       | 48° 48′ 27″ N, 2° 22′ 29″ E | 2    | Ivry-sur-Seine                         |                                     |
|  | • |  | Germaine Tailleferre                                 | 48° 48′ 12″ N, 2° 22′ 40″ E | 3    | Ivry-sur-Seine, Vitry-sur-Seine        |                                     |
|  | • |  | Beethoven - Concorde                                 | 48° 48′ 00″ N, 2° 22′ 50″ E | 3    | Vitry-sur-Seine                        |                                     |
|  | • |  | Musée MAC-VAL                                        | 48° 47′ 34″ N, 2° 23′ 10″ E | 3    | Vitry-sur-Seine                        |                                     |
|  | • |  | Mairie de Vitry-sur-Seine                            | 48° 47′ 23″ N, 2° 23′ 20″ E | 3    | Vitry-sur-Seine                        |                                     |
|  | • |  | Camille Groult                                       | 48° 47′ 08″ N, 2° 23′ 31″ E | 3    | Vitry-sur-Seine                        |                                     |
|  | • |  | Constant Coquelin                                    | 48° 46′ 56″ N, 2° 23′ 40″ E | 3    | Vitry-sur-Seine                        |                                     |
|  | • |  | Watteau - Rondenay                                   | 48° 46′ 42″ N, 2° 23′ 47″ E | 3    | Vitry-sur-Seine                        |                                     |
|  | • |  | Trois Communes                                       | 48° 46′ 23″ N, 2° 23′ 58″ E | 3    | Vitry-sur-Seine, Choisy-le-Roi, Thiais |                                     |
|  | • |  | Verdun - Hoche                                       | 48° 45′ 59″ N, 2° 24′ 15″ E | 3    | Thiais, Choisy-le-Roi                  |                                     |
|  | • |  | Rouget de Lisle                                      | 48° 45′ 50″ N, 2° 24′ 21″ E | 3    | Choisy-le-Roi                          | (Choisy-le-Roi, à distance) Tvm 393 |
|  | • |  | Carle - Darthé                                       | 48° 45′ 33″ N, 2° 24′ 32″ E | 3    | Choisy-le-Roi                          |                                     |
|  | • |  | Four - Peary                                         | 48° 45′ 18″ N, 2° 24′ 42″ E | 3    | Choisy-le-Roi                          |                                     |
|  | • |  | Christophe Colomb                                    | 48° 45′ 08″ N, 2° 25′ 01″ E | 4    | Orly                                   |                                     |
|  | • |  | Les Saules                                           | 48° 44′ 49″ N, 2° 24′ 57″ E | 4    | Orly                                   | (RER) · (C)                         |
|  | ■ |  | Orly - Gaston Viens                                  | 48° 44′ 42″ N, 2° 24′ 31″ E | 4    | Orly                                   |                                     |

Les stations en gras servent de départ ou de terminus à certaines missions. Les coordonnées sont approximatives.

### Intermodalité
Le T9 offre des correspondances avec le métro, le tramway (lignes 7 et 3a, au terminus Porte de Choisy), le RER C aux gares de Choisy-le-Roi (à distance) et des Saules, ainsi que les bus TVM et 393 à la station Rouget de Lisle. Le T9 parcourt et dessert efficacement le nord au sud du département du Val-de-Marne.

## Exploitation de la ligne

Logo utilisé par Île-de-France Mobilités pour la ligne 9 du tramway.

### Contrat
Dans le cadre de l'ouverture à la concurrence des transports en commun en Île-de-France, la ligne est la première ligne du réseau de tramway d'Île-de-France à ne pas être confiée « d'office » à la RATP ou à la SNCF,. Le contrat d'exploitation et de maintenance fait l'objet d'un appel d'offres public conduit par Île-de-France Mobilités (IDFM). En mai 2018, IDFM publie un avis de concession pour l'exploitation et la maintenance de la ligne T9 mais également de sept lignes de bus du réseau « Bord de l'Eau » pour une durée de 66 mois (soit 5 ans et demi seulement), et appelant des candidats potentiels à se manifester.
Quatre candidats ont été qualifiés par IDFM pour concourir : RATP Dev, Keolis, Transdev et l'inattendu espagnol Moventia (ca). Le 14 juin 2019, IDFM annonce que Keolis est pressenti pour exploiter le T9 ainsi que le réseau de bus « Bord de l'Eau ». Ce choix est confirmé par le conseil d'administration d'IDFM le 2 juillet 2019. L'exploitation est assurée via la filiale Keolis Ouest Val-de-Marne.

### Offre de service
À sa mise en service, la ligne est exploitée de 5 h 30 à 0 h 30 environ. Aux heures de pointe, la fréquence sera d'un tramway toutes les 4 min environ. Aux heures creuses, la fréquence est de 6 minutes en journée et jusqu'à 20 minutes le soir.
La ligne relie Paris Porte de Choisy au centre-ville d'Orly Place Gaston Viens en 29 minutes pour une vitesse commerciale moyenne de 20 km/h.

### Trafic
Un an après sa mise en service, le T9 accueille quotidiennement 70 000 voyageurs (avec des pointes à 85 000) contre 56 000 pour la ligne de bus 183 qu'il remplace. Les stations les plus fréquentées sont « Porte de Choisy » à Paris, « Mairie de Vitry-sur-Seine » et, à Choisy-le-Roi, « Rouget de Lisle », lesquelles offrent des correspondances.
| Années                            | 2021 | 2022 | 2023 |
| --------------------------------- | ---- | ---- | ---- |
| Nombre de voyageurs (en millions) | 7    | 25   | 19   |

### Matériel roulant

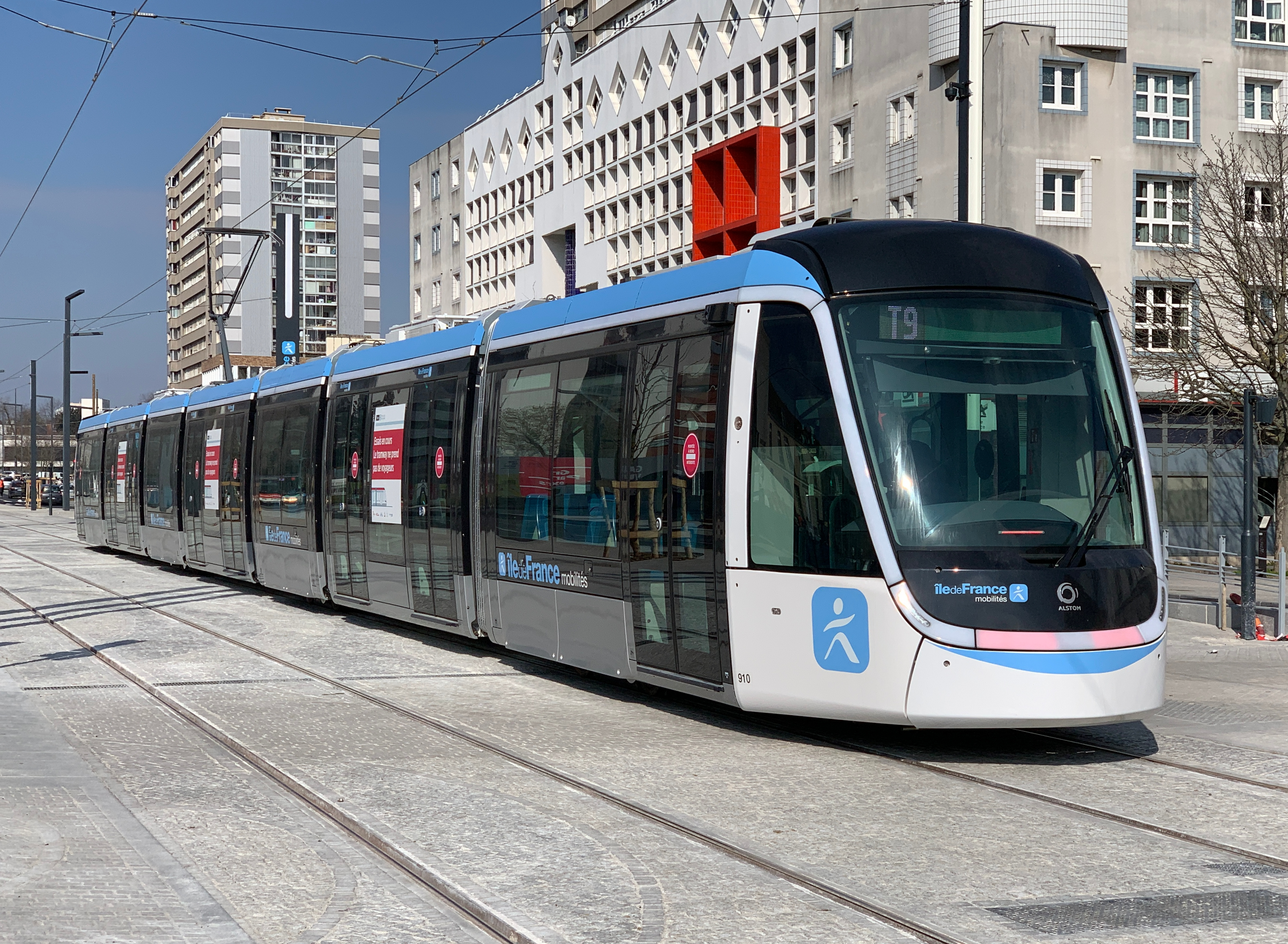
Une rame à Vitry-sur-Seine.

La ligne est équipée, à sa mise en service, de 22 tramways de 45 mètres de long et de 2,65 mètres de large. Ils sont à roulement fer.
Le 10 novembre 2016, le STIF annonce qu'il a retenu l'appel d'offre d'Alstom pour la fourniture de rames Citadis 405. Ces rames équiperont également le T10.
Les livraisons ont commencé en octobre 2019 avec l'arrivée de la rame 901. Le 3 décembre 2019, le matériel a été officiellement inauguré et présenté à la presse en présence de Valérie Pécresse au centre de maintenance d'Orly. La dernière rame 922 est livrée le 19 novembre 2020 sur le site de maintenance d'Orly.
Le matériel roulant possède un gabarit semblable aux rames utilisées sur le T3a et le T3b du réseau de tramways d'Île-de-France. Chaque rame est composés de sept modules dont trois sont motorisés. Ces rames disposent des dernières évolutions techniques dont une motorisation synchrone, un éclairage LED à l’intérieur mais aussi à l’extérieur des rames. L'information destinée aux voyageurs est composée de plans écran dynamiques ainsi que d'un système sonore. Les rames sont équipées de prises USB.

### Site de maintenance et de remisage

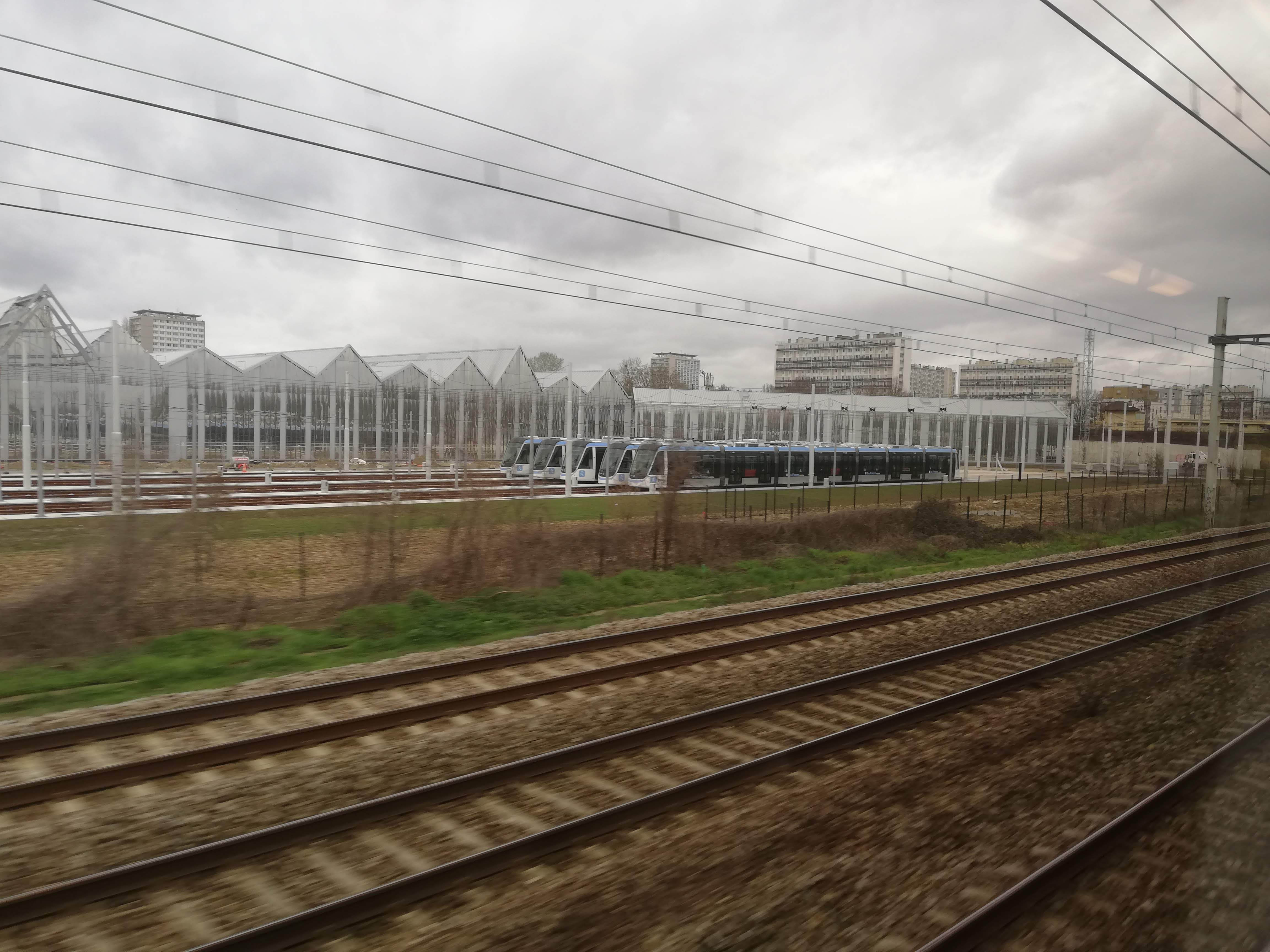
Vue sur le site de maintenance et de remisage depuis le RER C.

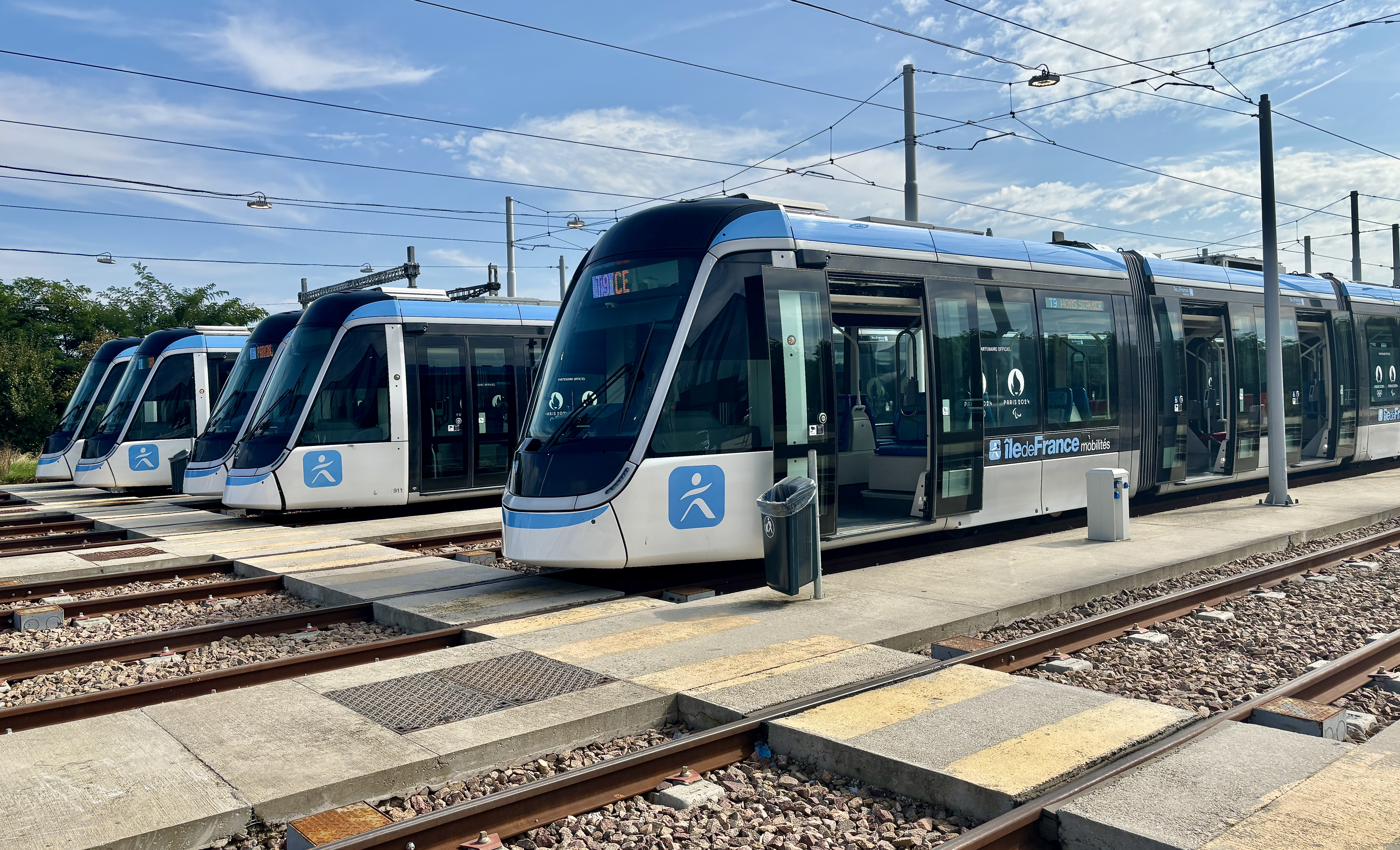
Rames stationnées au SMR d'Orly.

Deux sites possibles ont été identifiés pour le site de maintenance et de remisage (SMR) :
- la zone d'activité (ZA) des Cosmonautes (48° 45′ 09″ N, 2° 25′ 02″ E) ;
- le secteur des Vœux (48° 44′ 52″ N, 2° 25′ 12″ E).

C'est ce dernier site qui a été retenu. Les travaux ont commencé en 2016. Il sera placé dans une zone non construite bordée de deux faisceaux ferroviaires ; cette position difficile d'accès exclut un autre type de construction à cet emplacement.
L'accès au SMR est situé entre les stations Christophe Colomb et Les Saules. Son accès se fera par une voie unique, passant sous les voies de la Grande Ceinture, accessible à la fois depuis le nord et le sud de la ligne.
Il comprend dix voies pouvant accueillir chacune quatre rames. Quarante rames pourront ainsi être remisées afin de pouvoir accueillir le nombre de rames nécessaires à l'exploitation de la ligne, même pour un futur prolongement vers l'aéroport d'Orly. Six voies sont réservées à la maintenance des rames.

### Tarification et financement
La tarification de la ligne est identique à celle en vigueur sur tout le réseau du tramway d'Île-de-France. Un ticket « bus-tram », qui remplace le ticket t+ au 1er janvier 2025, permet un trajet simple quelle que soit la distance, avec une ou plusieurs correspondances possibles avec les autres lignes de bus et de tramway pendant une durée maximale de 1 h 30 entre la première et dernière validation. En revanche, un ticket validé dans un bus ne permet pas d'emprunter le métro, ni le Transilien et le RER. Une exception existe à titre temporaire pour l'emprunt des T11 à T13, précédemment accessibles avec le billet origine-destination, où le ticket « métro-train-RER » est nécessaire.
Le financement du fonctionnement de la ligne (entretien, matériel et charges de personnel) est assuré par l'exploitant. Cependant, les tarifs des billets et abonnements dont le montant est limité par décision politique ne couvrent pas les frais réels de transport. Le manque à gagner est compensé par l'autorité organisatrice, Île-de-France Mobilités, présidée depuis 2005 par le président du Conseil régional d'Île-de-France et composé d'élus locaux. Elle définit les conditions générales d'exploitation ainsi que la durée et la fréquence des services. L'équilibre financier du fonctionnement est assuré par une dotation globale annuelle aux transporteurs de la région grâce au versement mobilité payé par les entreprises et aux contributions des collectivités publiques.

## Prolongements

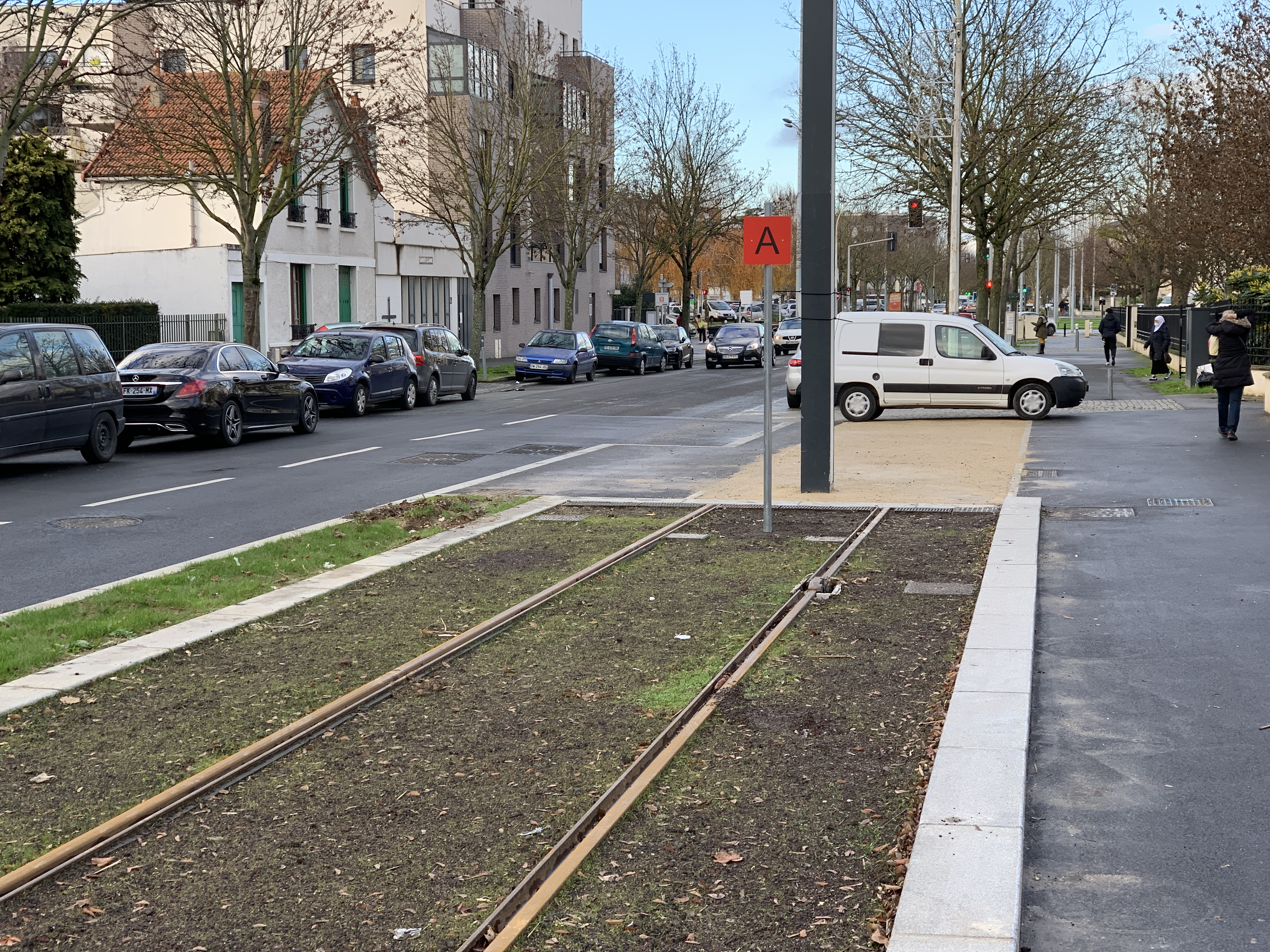
Terminus de la ligne au sud.

### Prolongement au sud
La position du terminus permettra un prolongement ultérieur de la ligne de tramway vers le sud depuis la place du Fer à Cheval jusqu’à la plateforme aéroportuaire d’Orly, permettant une correspondance avec la ligne 14 du métro de Paris et la ligne 18 du Grand Paris Express, ainsi qu'avec la ligne 7 du tramway d'Île-de-France. Pour ce prolongement, onze rames supplémentaires seraient nécessaires.
Au vu du succès de la ligne, IDFM annonce en 2025 vouloir lancer de premières études en vue d'un tel prolongement soit vers l'aéroport, soit vers la station Thiais-Orly de la ligne 14, qui dessert l'aéroport.

### Prolongement au nord
Lors de la concertation du projet, des avis ont été émis proposant un prolongement de la nouvelle ligne vers la place d'Italie par l'avenue de Choisy. Cela permettrait de nouvelles correspondances (lignes 5 et 6 du métro) et une amélioration de la desserte du 13e arrondissement de Paris. Ces avis s'appuyaient sur le fait que la ligne T9 doit amener ses voyageurs vers la station Porte de Choisy de la ligne 7, située sur la branche sud-est de cette ligne sur laquelle deux fois moins de métro circulent en comparaison du nombre de rames passant à la station Place d'Italie desservie par tous les métros de ladite ligne 7.

## Galerie de photographies

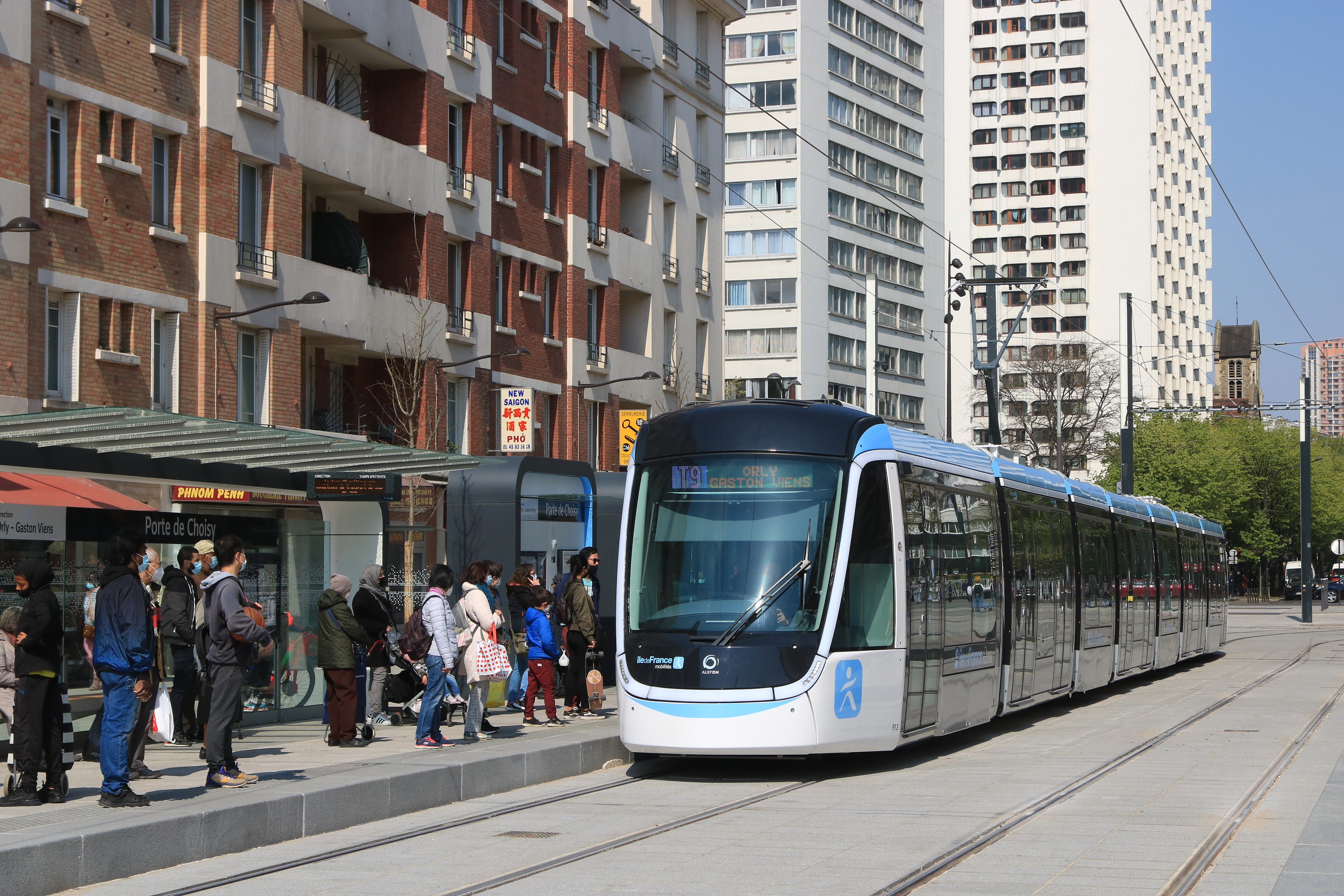
Rame du T9 à la station Porte de Choisy.
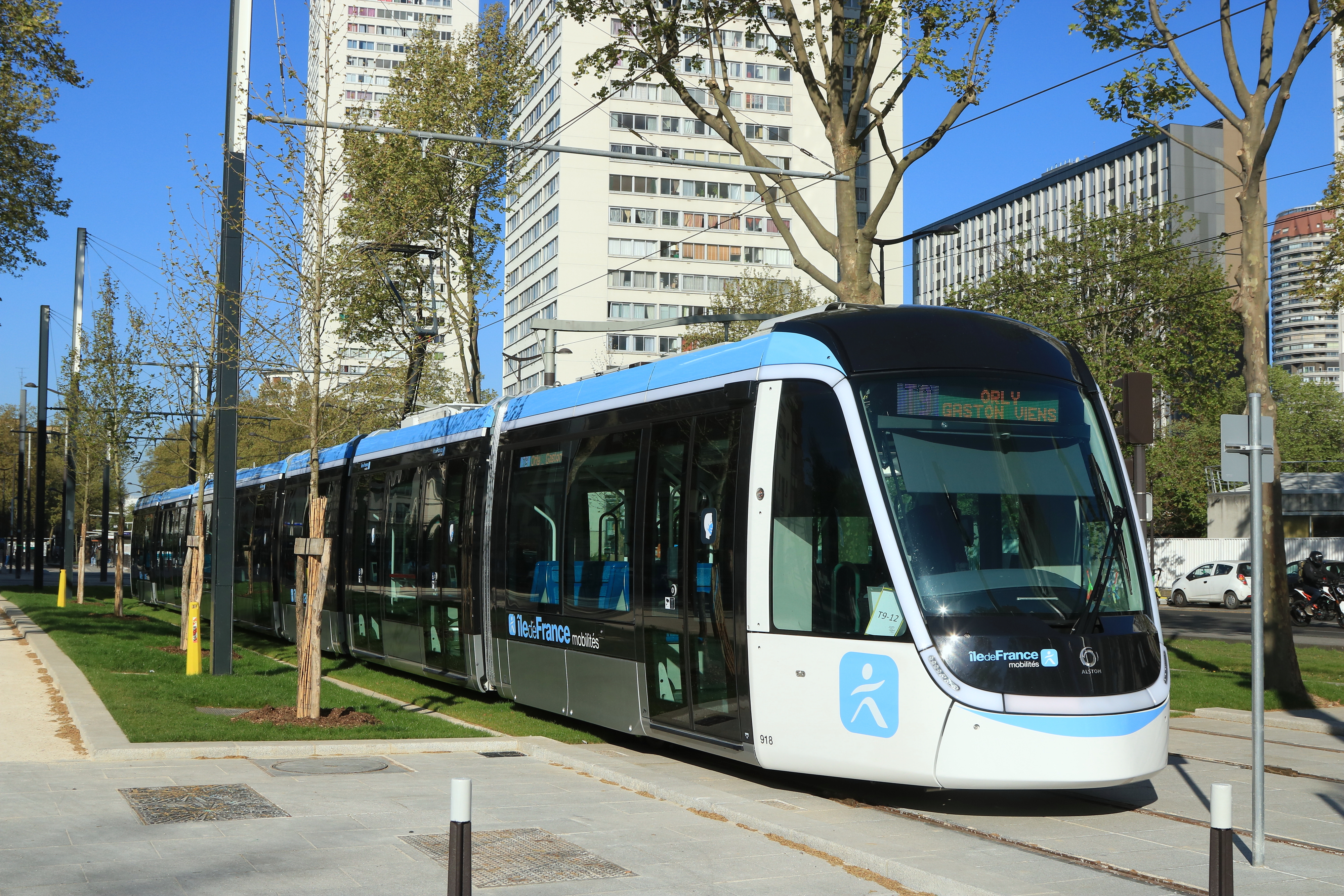
Rame dans le tiroir de rebroussement de la porte de Choisy.
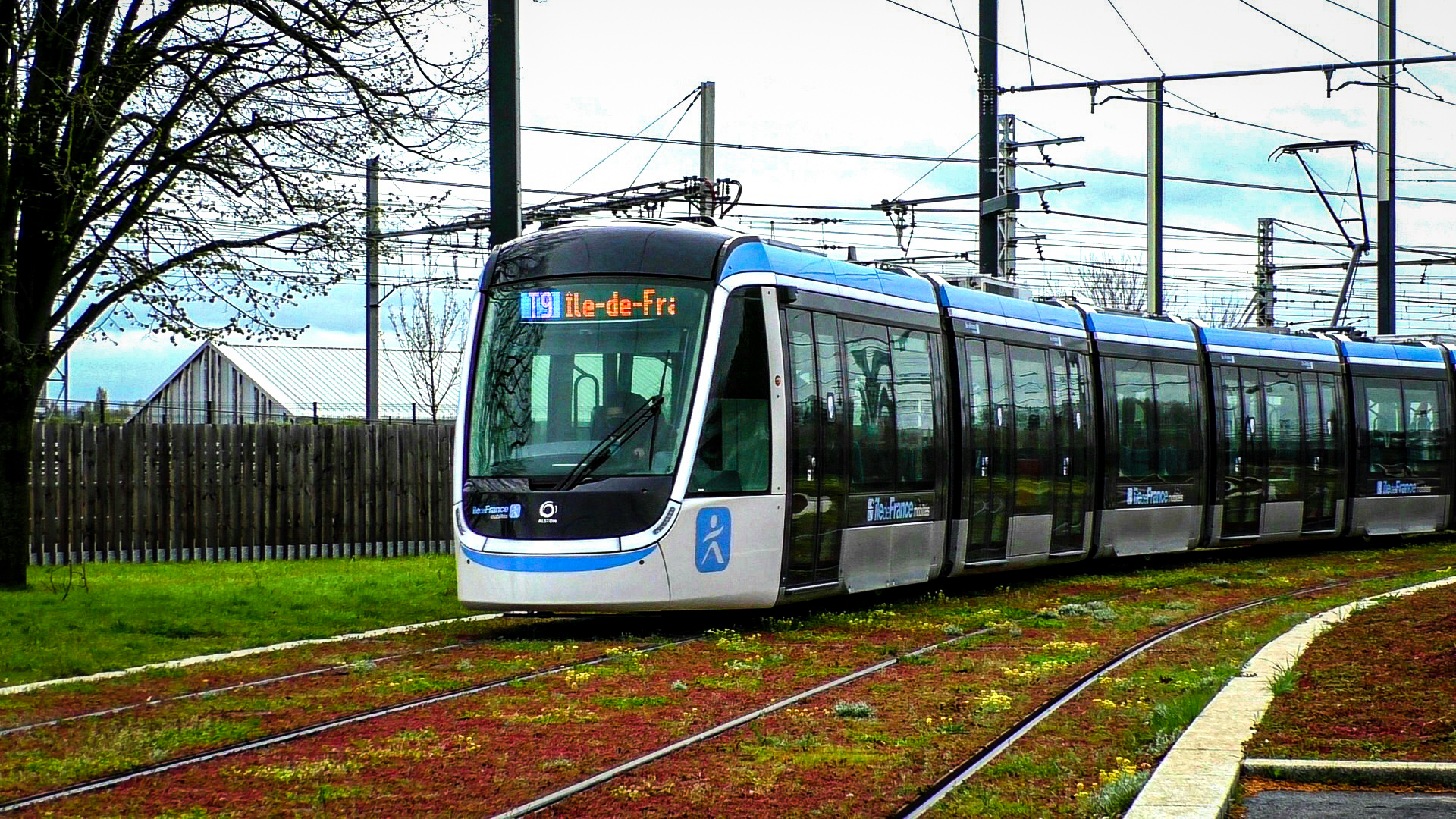
Une rame Citadis 405, à Orly.
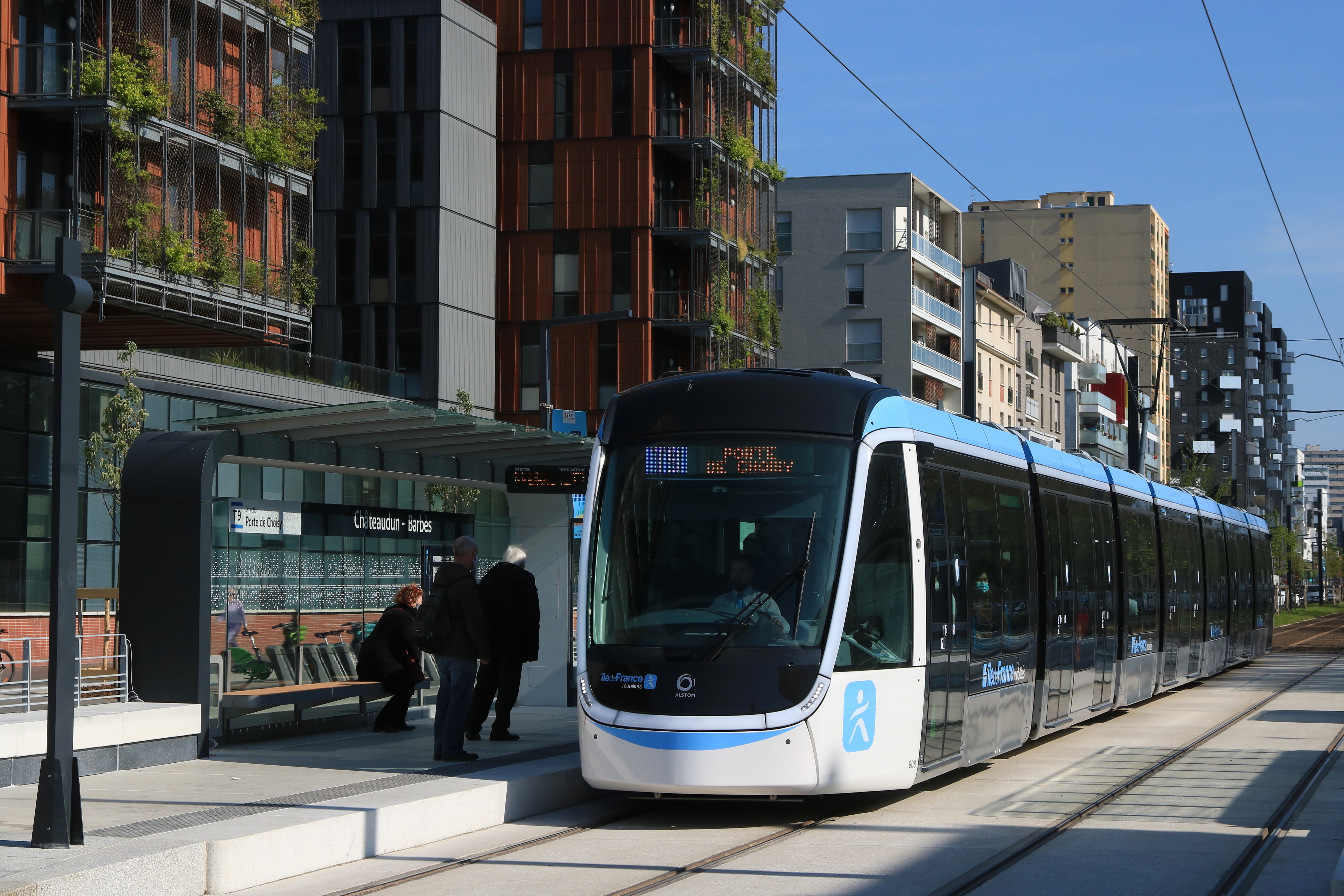
Citadis 405 n°908 à Châteaudun - Barbès.
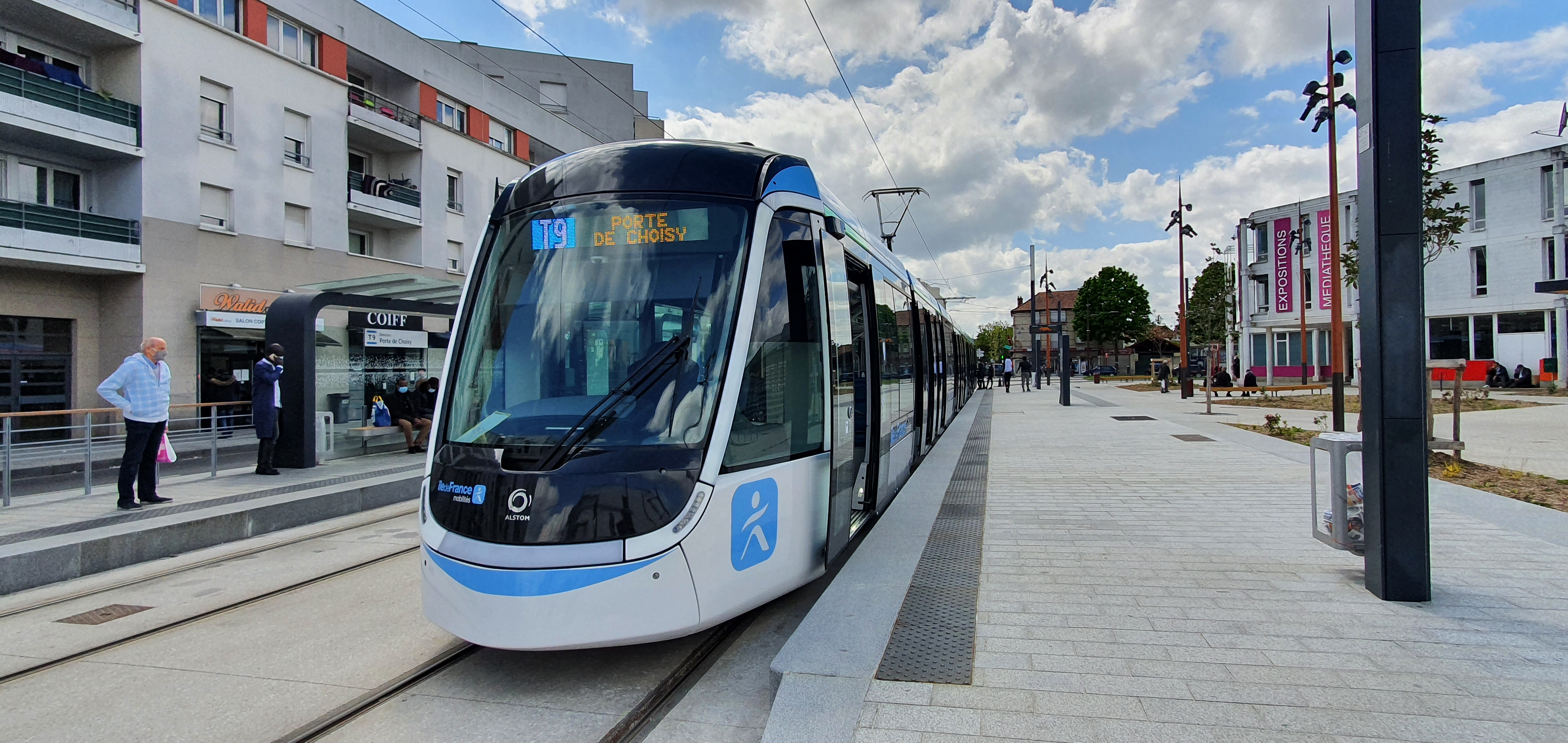
Un Citadis 405, à la station Orly - Gaston-Viens.

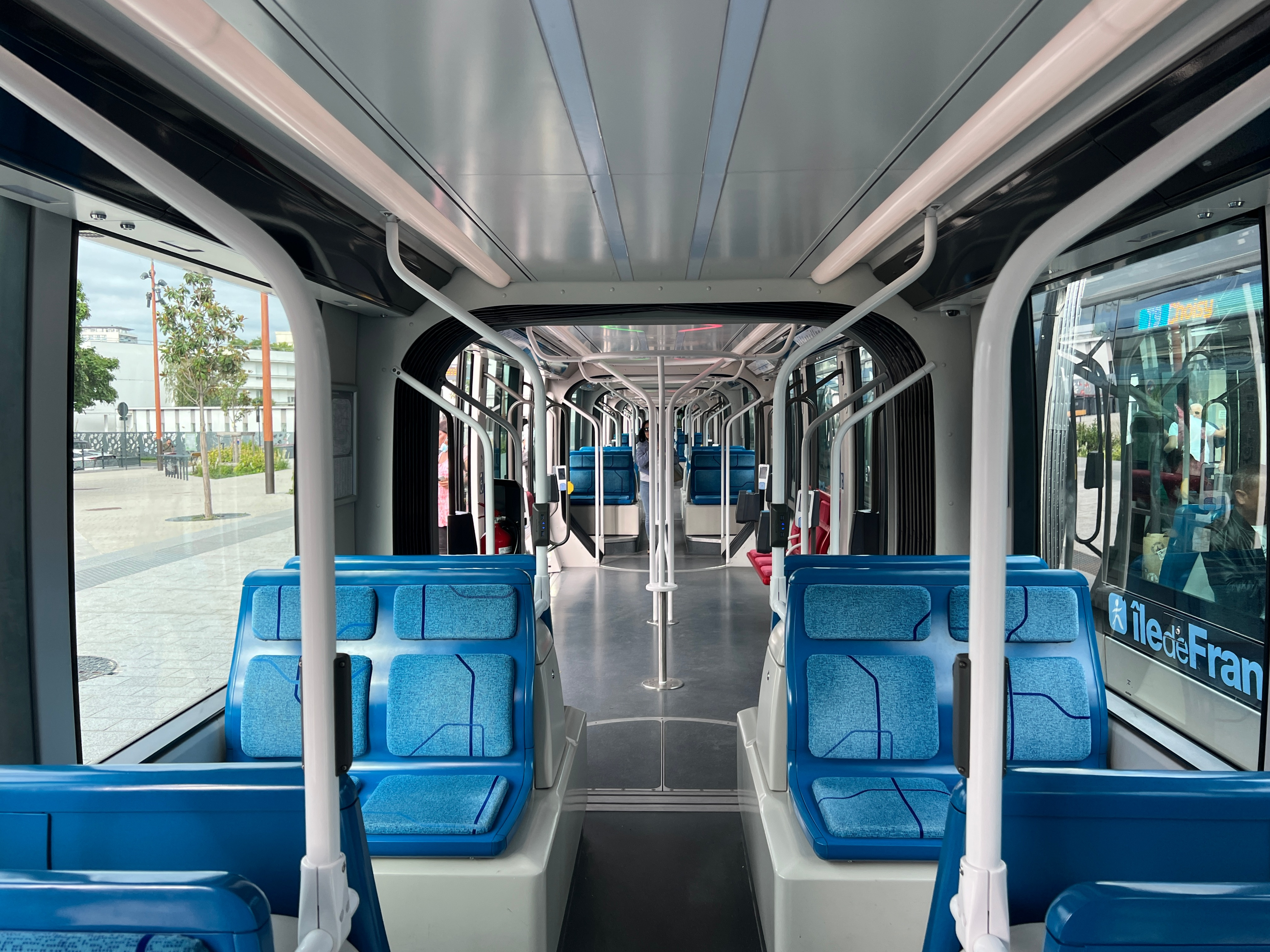
Intérieur d'une rame Citadis 405.
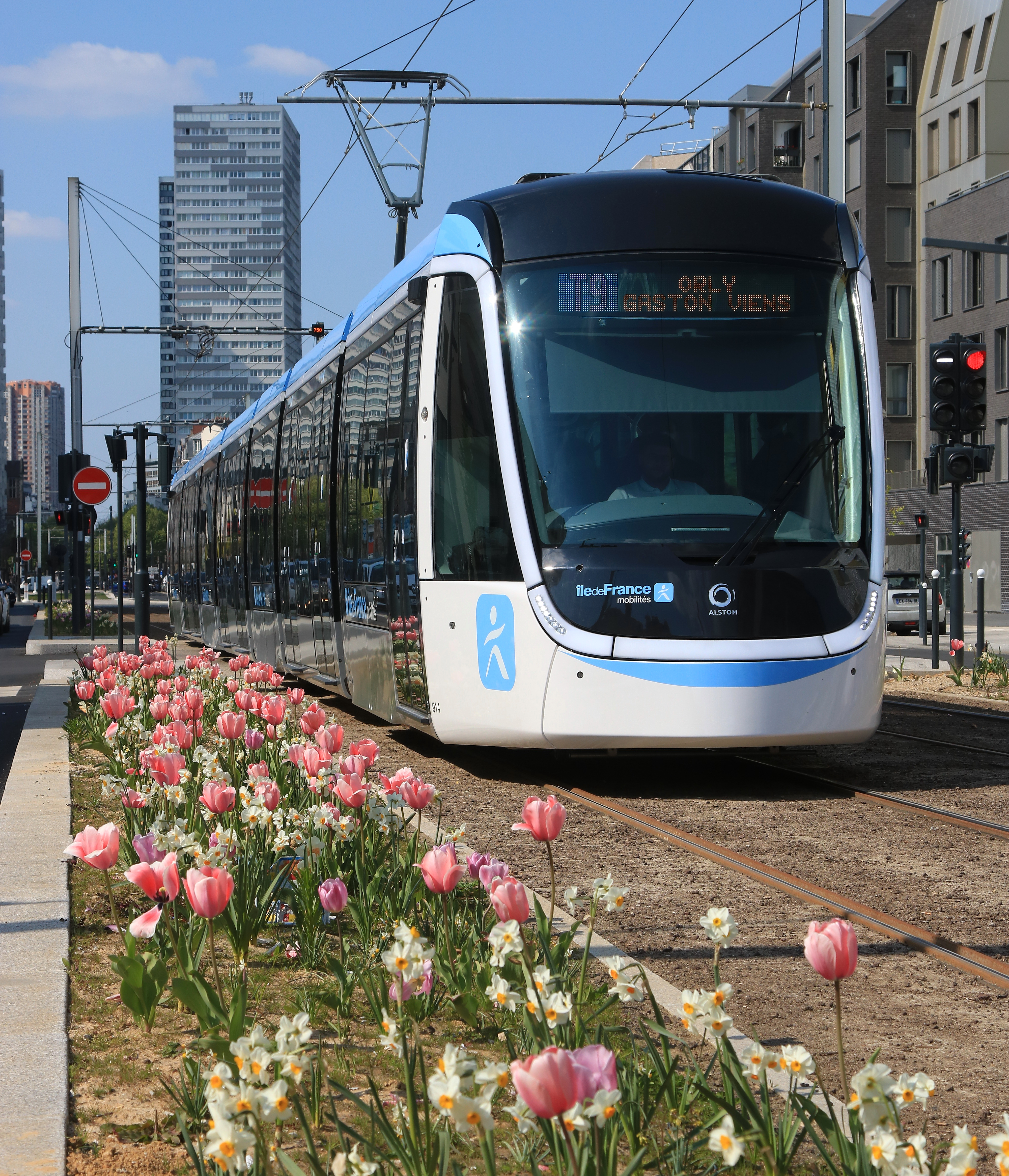
Rame entre Porte de Choisy et Châteaudun - Barbès.
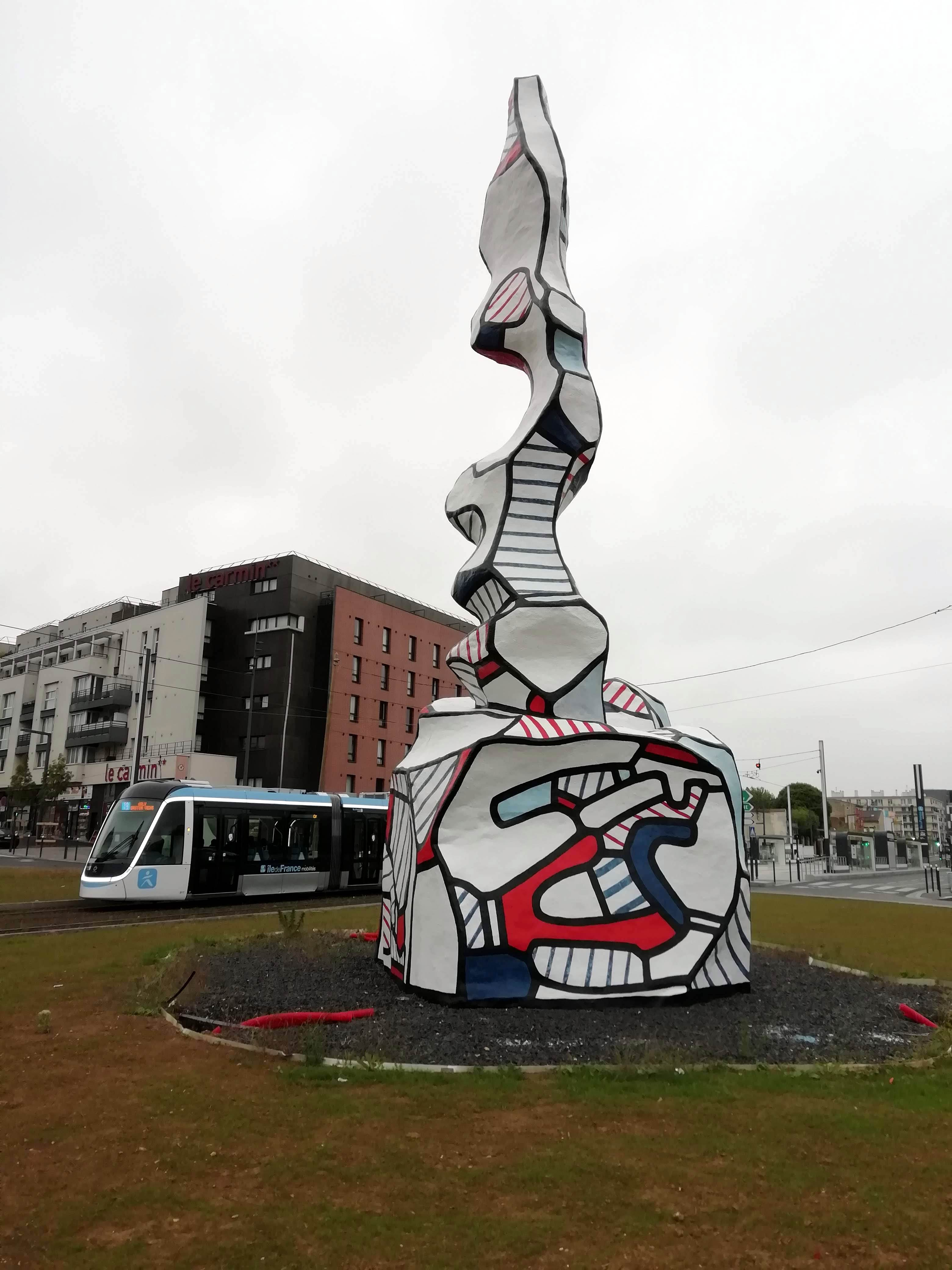
Rame devant la statue monumentale de Dubuffet, à Vitry-sur-Seine.
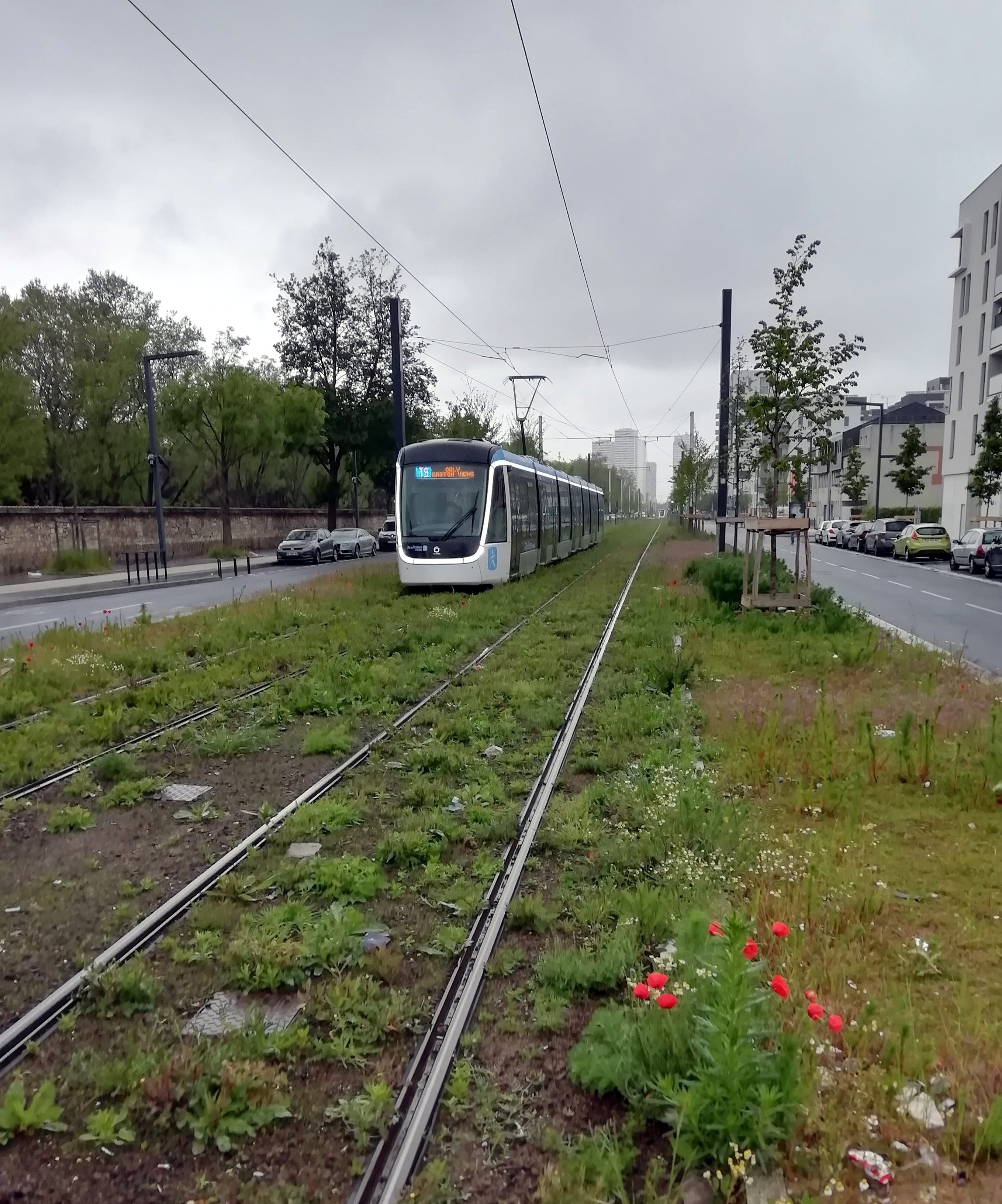
Plateforme herbeuse avec coquelicots le long du cimetière parisien d'Ivry.

## Lieux desservis

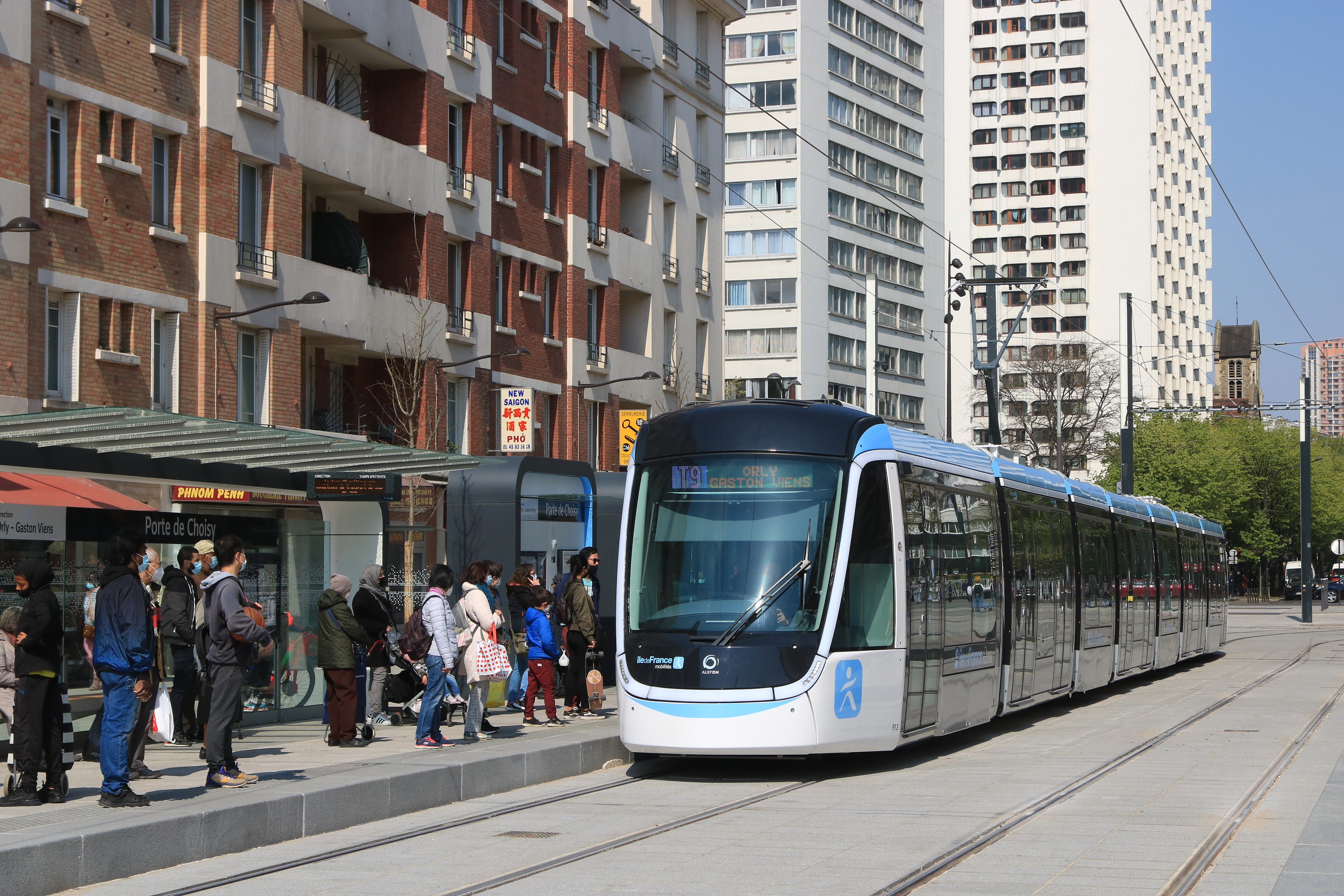
Une rame qui dessert la porte de Choisy et son quartier asiatique du 13e arrondissement

La ligne T9 dessert, du nord au sud, les lieux suivants : 
- le quartier asiatique du sud du 13e arrondissement  (station Porte de Choisy) ;
- le cimetière parisien d'Ivry (station Châteaudun - Barbès et Cimetière Parisien d'Ivry) ;
- le fort d'Ivry (station Germaine Tailleferre) ;
- le musée d'Art contemporain du Val-de-Marne  (station Musée MAC-VAL) ;
- l'hôtel de ville de Vitry-sur-Seine, le théâtre Jean Vilar Bienvenu, le parc du Coteau - Marcel Rosette, la salle de cinéma 3 Cinés Robespierre  (station Mairie de Vitry-sur-Seine) ;
- l'hôtel de ville de Choisy-le-Roi, le parc de la mairie et les bords de Seine (station Rouget de Lisle) ;
- le parc des Saules  (station Les Saules) ;
- le cimetière nouveau de Villeneuve-le-Roi, le parc des sports et de loisirs du Grand Godet et le centre d'entraînement du Paris FC (station Orly - Gaston Viens) ;